# 2243 Lönnrot
2243 Lönnrot è un asteroide della fascia principale. Scoperto nel 1941, presenta un'orbita caratterizzata da un semiasse maggiore pari a 2,2480370 UA e da un'eccentricità di 0,1963333, inclinata di 6,85006° rispetto all'eclittica.